# 施樂輝
施樂輝（英語：Smith & Nephew plc）是一家英國醫療設備製造商，公司歷史可以追溯到1856年。

## 歷史
該公司由托馬斯·詹姆斯·史密斯在1856年於赫尔河畔金斯敦成立。他去世前幾個月，他的侄子霍雷肖·尼爾森·史密斯（Horatio Nelson Smith）也加入到公司運營中，因此公司改名“T. J. Smith and Nephew”。

## 外部連接
- 官方網站 （页面存档备份，存于）
- Yahoo Finance （页面存档备份，存于）
- Birmingham Hip Resurfacing （页面存档备份，存于）